# 兵庫県道159号津居山港線
兵庫県道159号津居山港線（ひょうごけんどう159ごう ついやまこうせん）は、兵庫県豊岡市を通る一般県道である。

## 概要
豊岡市津居山から豊岡市瀬戸に至る。

### 路線データ
- 起点：豊岡市津居山（津居山港）
- 終点：豊岡市瀬戸（瀬戸交差点、兵庫県道3号豊岡瀬戸線終点、兵庫県道・京都府道11号香美久美浜線交点）
- 総延長：576 m

## 地理

### 通過する自治体
- 豊岡市

### 交差する道路
| 交差する道路                                             | 交差する場所 | 交差する場所      |
| -------------------------------------------------------- | ------------ | ----------------- |
| 兵庫県道3号豊岡瀬戸線 兵庫県道・京都府道11号香美久美浜線 | 瀬戸         | 瀬戸交差点 / 終点 |

### 沿線
- 津居山港
- 円山川